# Планківський тиск
Пла́нківський тиск (англ. Planck pressure) — одиниця тиску у планківській системі одиниць, що позначається як pP і визначається як тиск, при якому на площу квадрата, сторона якого дорівнює планківській довжині, діє сила, що дорівнює планківській силі. Це величина, що має розмірність тиску та, як і інші планківські одиниці, отримується з добутку фундаментальних констант у відповідних степенях.
{\displaystyle p_{\text{P}}={\frac {F_{\text{P}}}{l_{\text{P}}^{2}}}={\frac {c^{7}}{\hbar G^{2}}}\approx } 4,63309 × 10113 Па, де
{\displaystyle F_{\text{P}}} — планківська сила,
{\displaystyle c} — швидкість світла у вакуумі,
{\displaystyle \hbar } — стала Дірака,
{\displaystyle G} — гравітаційна стала,
{\displaystyle l_{\text{P}}} — довжина Планка.
Рівень звукового тиску — значення звукового тиску, виміряне по відносній шкалі,  віднесене до опорного тиску {\displaystyle p_{\mathrm {SPL} }} = 20 мкПа, що відповідає порогові чутності синусоїдальної звукової хвилі частотою 1 кГц:
{\displaystyle \mathrm {SPL} =20~\mathrm {lg} ~{p \over 20~\mu \Pi \mathrm {a} }} дБ.
- 2367 дБ SPL — 4,63309 × 10113 Па — планківський тиск.